# 비스트 (2019년 영화)
"비스트"는 2019년에 개봉한 대한민국의 영화이다. 2004년 프랑스 영화 오르페브르 36번가를 리메이크한 영화이다.

## 캐스팅
- 이성민 : 정한수 역
- 유재명 : 한민태 역
- 전혜진 : 임춘배 역
- 최다니엘 : 양종찬 역
- 김호정 : 오마담 역
- 김병춘 : 성정훈 과장 역
- 안시하 : 정연 역
- 이상희 : 여미영 역
- 김홍파 : 차이나타운 장사장 역
- 이송희 : 최완식 역
- 김경덕 : 최철기 역
- 김영성 : 김형사 역
- 문순주 : 강력 1팀 2 역
- 김민송 : 강력 1팀 3 역
- 김대곤 : 형사 2팀1 역
- 한규원 : 강력 2팀 2 역
- 서영수 : 강력 2팀 3 역
- 이현균 : 채필교 / 부제 역
- 장준녕 : 알몸남 / 김남철 역
- 정찬우 : 감사과 역
- 박재원 : 최춘배차 운전남 역
- 옥자연 : 종찬 처 역
- 안시연 : 유미진 역
- 박빈 : 증거물 보관실 직원 역
- 김건민 : 지원 순경 역
- 심완준 : 검은후드사내 / 광수대 마약수사계 형사 역
- 유병훈 : 미진 부 역
- 이서환 : 감식반 역
- 박태성 : 교도관 역
- 이종신 : 조두식 역
- 백인권 : 조두식 역
- 한우리 : 가짜 목격자여자 역
- 김귀선 : 제보노인 역
- 이영호 : 경찰서장 역
- 임예슬 : 터미널 노란팔찌 소녀 역
- 최문수 : 터미널 노란팔찌 소녀엄마 역
- 길덕호 : 백발패 덩치 2 역
- 박혜숙 : 수녀 역
- 김은혜 : 목격자여자 역
- 김철환 : 창신아파트 얼룩무늬 남방 역
- 전우신 : 썬그라스 남자 역
- 임진후 : 조선족 장동주 역
- 임예은 : 고문녀 역
- 최성환 : 벤츠 덩치남 역
- 권영조 : 동물병원 원장 역
- 현오봉 : 술집 양아치 역
- 김영경 : 술집 알바생 역
- 손지영 : 춘배 몸 대역
- 이종원 : YTN 앵커 역
- 강려원 : YTN 앵커 역

## 같이 보기
- 2019년 대한민국의 영화 목록